# Świadkowie Jehowy w Finlandii
Świadkowie Jehowy w Finlandii – społeczność wyznaniowa w Finlandii, należąca do ogólnoświatowej wspólnoty Świadków Jehowy, licząca w 2023 roku 18 186 głosicieli, należących do 272 zborów. W 2023 roku na dorocznej uroczystości Wieczerzy Pańskiej zgromadziło się 26 038 osób, zgromadzających się w 231 Salach Królestwa. Biuro Oddziału nadzorujące działalność miejscowych wyznawców jak również na Białorusi, w Estonii, na Litwie i na Łotwie znajduje się w Vantaa. Wyznanie to jest trzecią pod względem liczby wyznawców wspólnotą religijną, zarejestrowaną w tym kraju.

## Historia

### Początki
W 1906 roku działalność kaznodziejską w Finlandii rozpoczęła wyznawczyni ze Szwecji Ebba Lundborg. Wkrótce wraz z innymi kolporterami udostępniała publikacje biblijne wśród ludności szwedzkojęzycznej mieszkającej na południowo-zachodnim wybrzeżu. Mniej więcej w tym czasie inni fińscy emigranci, którzy powrócili ze Stanów Zjednoczonych, gdzie przyjęli wierzenia Badaczy Pisma Świętego, rozpowszechniali publikacje biblijne. Dzięki temu w roku 1909 książka „Boski plan wieków” trafiła do rąk Emila Östermana z Turku, a ten użyczył ją swojemu przyjacielowi Kaarlo Hartevie (1882–1957). Harteva przetłumaczył książkę na język fiński i w roku 1910 wydał ją z pomocą finansową Östermana. Wówczas działalność świadczenia nabrała tempa, a Kaarlo Harteva i Emil Österman rozpoczęli świadczenie w Finlandii. W tym samym roku zostali ochrzczeni na kongresie w Szwecji. W roku 1910 ukazały się publikacje biblijne w języku fińskim, tłumaczone i wydawane przez Kaarlo Hartevę, a rozpowszechniane przez Hartevę i Östermana. Jesienią 1910 roku zorganizowali przemówienia w trzech miastach: Tampere, Turku (sala pomieściła tylko 1800 słuchaczy) oraz 22 listopada w Helsinkach, na które przybyli też członkowie rządu.
W czerwcu 1911 roku w wynajmowanych pomieszczeniach w Helsinkach otwarto Biuro Oddziału. W jego pobliżu, w centrum Helsinek znajdował się Park Kaisaniemi. Na niewielkim wzgórzu, w każdą niedzielę latem 1911 roku Harteva wygłaszał publiczne przemówienia. W ten sposób w Helsinkach powstała niewielka grupa Badaczy Pisma Świętego.
Rok później, w dniach od 29 marca do 1 kwietnia 1912 roku, w Helsinkach odbył się pierwszy kongres w Finlandii. Uczestniczyło w nim około 60 osób. Niektórzy z nich pochodziło z Turku, Tampere, Pori, Vaasa, Iisalmi, Kuopio i Parikkala, co wskazywało, że działalność dotarła już do rozproszonych obszarów południowej Finlandii. Działało wówczas 30 fińskojęzycznych i 10 szwedzkojęzycznych wyznawców. Utworzono zbory w różnych fińskich miastach.

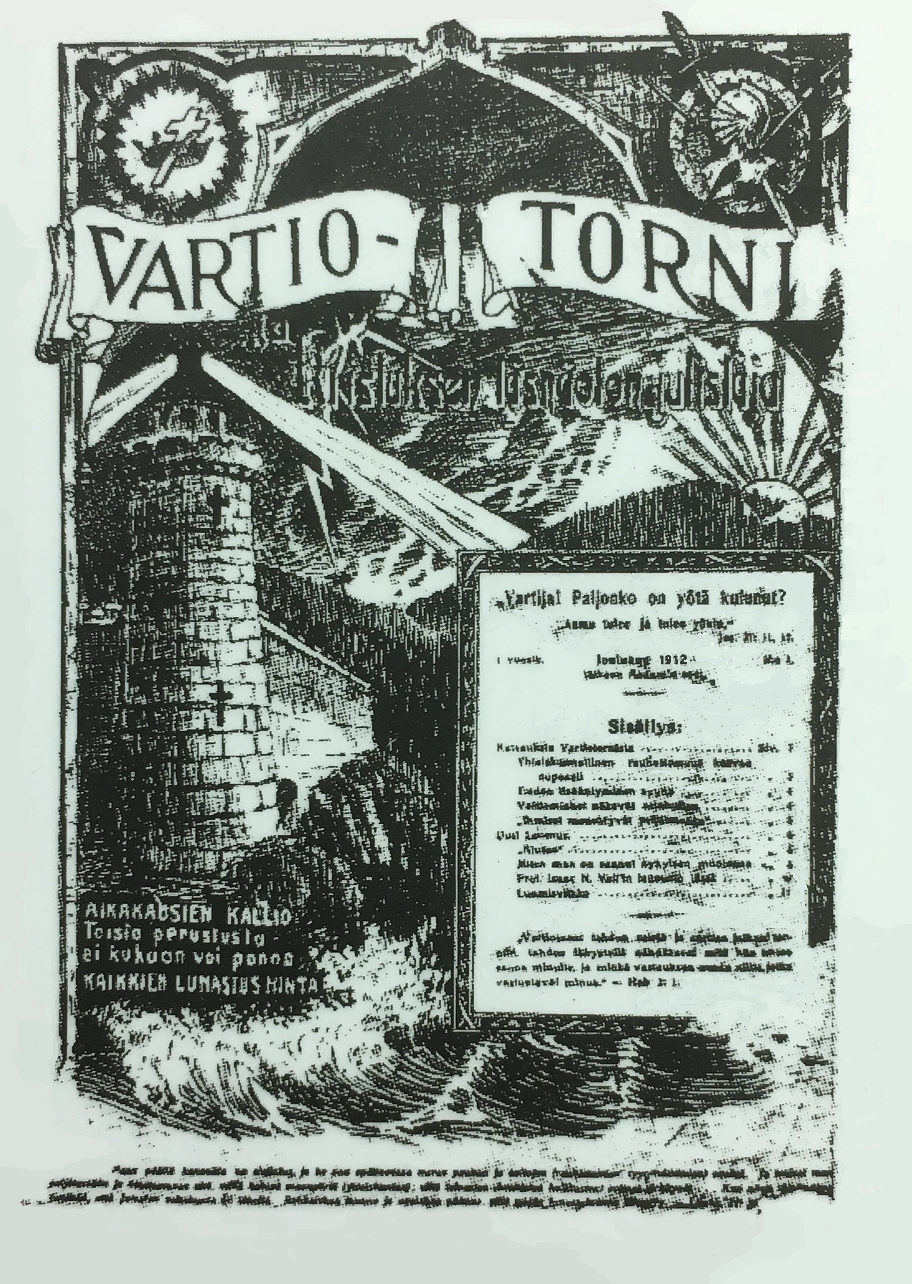
„Strażnica” w języku fińskim
(grudzień 1912, rok I, numer I)

W sierpniu 1912 roku kraj odwiedził Charles Taze Russell. Mimo że w Finlandii działało wówczas około 40 głosicieli, to w rozmowach z C.T. Russellem uczestniczyło ponad tysiąc osób. Latem tego roku C.T. Russell przekazał Kaarlo Hartevie pełnomocnictwo do reprezentowania Towarzystwa Strażnica na terenie Finlandii oraz upoważnił do wydawania „Strażnicy” w języku fińskim, która zaczęła się ukazywać w grudniu tego samego roku. 25 września 1913 roku pełnomocnictwo to zatwierdził własnoręcznym podpisem i urzędową pieczęcią  carski konsul w Nowym Jorku, gdyż Finlandia należała wówczas do Cesarstwa Rosyjskiego.
Latem 1913 roku w Finlandii przebywał z wizytą Joseph Franklin Rutherford, który w Helsinkach wygłosił przemówienie publiczne; ochrzczono 33 osoby; liczba głosicieli wynosiła wówczas 235 osób. W 1914 roku ochrzczono 39 osób. 9 sierpnia tego samego roku rozpoczęto wyświetlanie Fotodramy stworzenia, którą obejrzało ponad 80 500 Finów.
W okresie I wojny światowej i związanych z nią problemów ekonomicznych wydawanie Strażnicy w 1915 roku zostało ograniczone, a czasopismo miało nowego redaktora. Wkrótce po zachęcie wystosowanej w „Strażnicy” przez C.T. Russella Kaarlo Harteva powrócił do wydawania „Strażnicy”, a później został nadzorcą fińskiego Biura Oddziału aż do roku 1950.
Harteva, gdy nauczył się języka esperanto, otrzymał pozwolenie od Rutherforda na przetłumaczenie na ten język książki „Miliony obecnie żyjących nigdy nie umrą!”. Została wydana w 1922 roku w Helsinkach, tuż przed konferencją esperantystów. Na tej konferencji wygłosił przemówienie w esperanto na temat „Miliony”, którego wysłuchali delegaci ze Stanów Zjednoczonych, Chin, Japonii, Algierii, Australii, Argentyny, Brazylii i innych krajów. Harteva wygłaszał wykłady w esperanto w 12 miastach Europy.
W 1924 roku w Örebro zorganizowano kongres dla 500 głosicieli z całej Skandynawii. Następny taki kongres odbył się w 1927 roku w Helsinkach, program przeprowadzono w języku angielskim, szwedzkim i fińskim. 
W tym samym roku wielu fińskich wyznawców wyjechało do Estonii, by tam prowadzić działalność kaznodziejską. Właśnie z tego kraju nadawano również w języku fińskim audycje radiowe tego wyznania.
W 1931 roku w fińskim biurze uruchomiono pierwszą drukarnię. W 1932 roku wydrukowała 700 000 egzemplarzy publikacji, czyli przeciętnie 1000 egzemplarzy na każdego głosiciela.
11 marca 1933 roku prawnie zarejestrowano Vartiotornin Raamattu- ja Traktaattiseura r.y. (Towarzystwo Biblijne i Traktatowe – Strażnica). W tym samym roku otwarto nowe Biuro Oddziału. Ze względu na rozwój biuro było kilka razy przenoszone do większych obiektów. W latach 30. XX wieku podjęto działalność kaznodziejską z gramofonami. W 1938 roku brało w niej udział 309 głosicieli. Rok później odbył się kongres w Helsinkach. W 1939 roku działalność prowadziło 865 głosicieli.
W czasie II wojny światowej, 30 kwietnia 1940 roku, działalność została zakazana. Za odmowę pełnienia służby wojskowej wielu głosicieli osadzono w więzieniach lub nałożono na nich areszt domowy. W niektórych wypadkach zostali skazani na karę śmierci, lecz żadnego wyroku nie wykonano. Miały one być środkiem zastraszenia i próbą wywarcia wpływu na pojedynczych Świadków Jehowy. Pomimo zakazu, w 1940 roku wynajęto Stadion Olimpijski w Helsinkach w celu przedstawienia wykładu publicznego. Rozprowadzono około 78 tysięcy ulotek zapowiadających wykład. Ponieważ tuż przed rozpoczęciem programu władze zabroniły jego przedstawienia, rękopis z tekstem wykładu przedłożono do największych dzienników ukazujących się w Finlandii, które docierały do ponad miliona osób. Dzięki temu z treścią wykładu mogła zapoznać się blisko jedną trzecią część ludności kraju.
W trakcie II wojny światowej, w 1942 roku, mimo konfiskaty Biura Oddziału podjęto druk literatury biblijnej. Główne artykuły ze „Strażnicy” były tłumaczone i powielane. Następnie głosicielki Świadków Jehowy, podejmując się roli kurierów, rozwoziły je po całym kraju. Latem 1943 roku w centrum Helsinek w klubie studenckim zorganizowano zgromadzenie.  Zaproszenia otrzymali tylko ci, którzy zostali poleceni przez dwóch Świadków Jehowy. Uczestniczyło w nim ponad 500 osób. W grudniu 1943 roku odbył się zgromadzenie, na które przybyło 1260 osób.

### Powojenny rozwój działalności

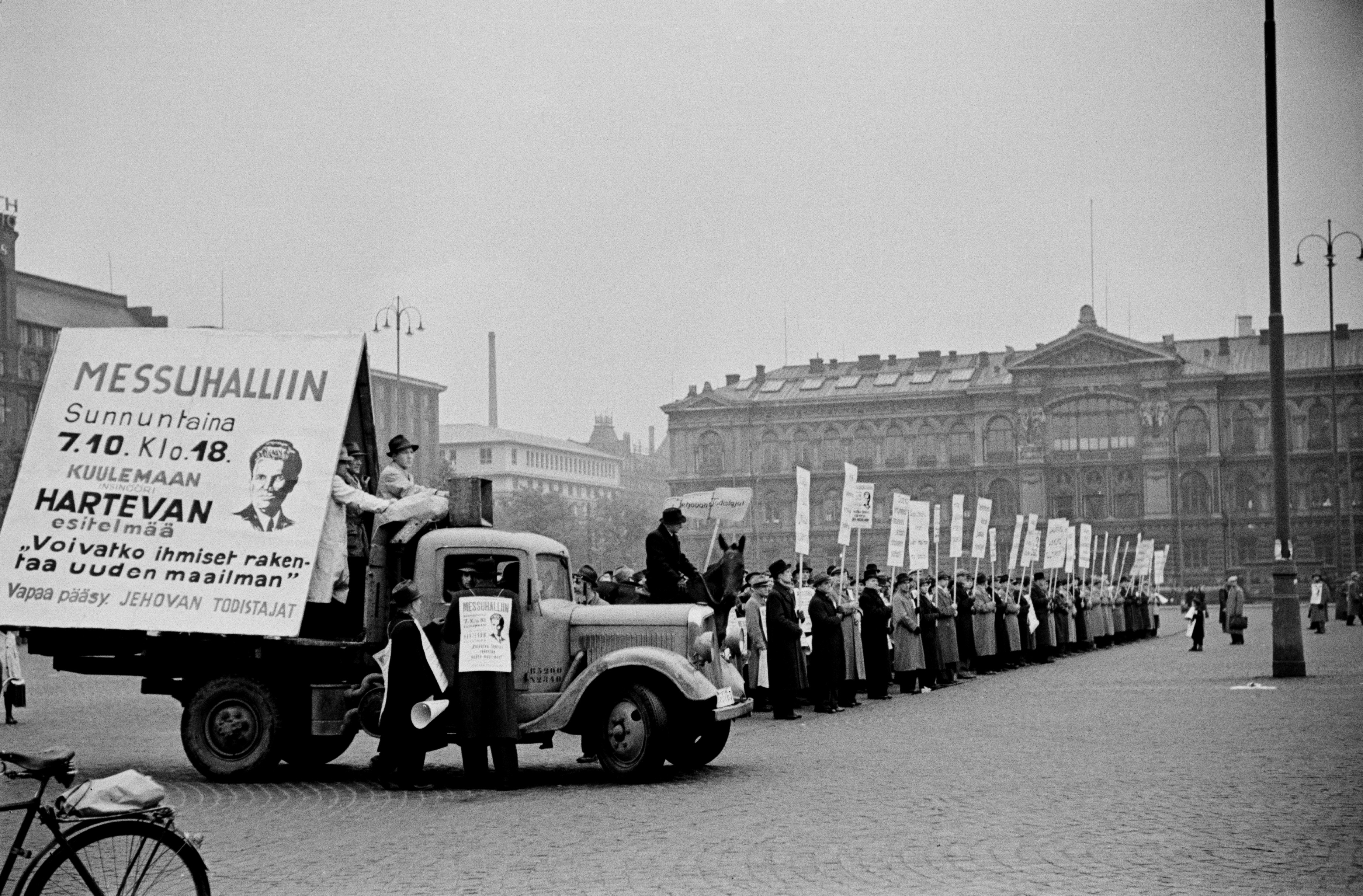
Marsz informacyjny z tablicami zapraszającymi na wykład biblijny w Helsinkach (1945)

Kongres Świadków Jehowy w Helsinkach (Messuhallissa, 1947)

31 maja 1945 roku na podstawie ustawy o wolności religijnej Świadkowie Jehowy zostali prawnie zarejestrowani jako zawiązek religijny. Spowodowało to energiczną publiczną działalność kaznodziejską. Ponownie wynajęto Stadion Olimpijski na wykład publiczny, który był szeroko reklamowany przez Świadków Jehowy biorących udział w marszu informacyjnym z tablicami ciągnącym się przez ćwierć mili. Pochód kończyła grupa samochodów z megafonami przedstawiających orędzie Królestwa. Z programu wykładów skorzystało około 12 tysięcy osób. Wykład publiczny „Pokorni odziedziczą ziemię” był transmitowany przez radio. 
Wkrótce „Strażnica” ponownie zaczęła się ukazywać oficjalnie i w krótkim czasie osiągnęło ponad 40 tysięcy stałych prenumeratorów.
W 1945 roku do Finlandii dotarła pomoc humanitarna pochodząca od współwyznawców z innych krajów. Zanotowano liczbę 1632 głosicieli w 267 zborach. 18 grudnia 1945 roku Finlandię odwiedził Nathan H. Knorr w trakcie podróży po zniszczonych wojną krajach Europy. 21 grudnia 1945 roku wygłosił przemówienie w Helsinkach. Wkrótce po wizycie Nathana H. Knorra 4 głosicieli zaproszono do pierwszej klasy Szkoły Gilead. Łącznie ponad 100 głosicieli z Finlandii dostało zaproszenie do tej szkoły. Przedstawiciele Towarzystwa Strażnica odwiedzili Finlandię również w latach 1947, 1951 i 1955.
W latach 50. XX wieku wzmożono działalność kaznodziejską m.in. w Laponii.
9 lutego 1949 roku Towarzystwo Strażnica zostało ponownie zarejestrowane pod oficjalną nazwą Vartiotornin Raamattu-ja Traktaattiseura r.y. W 1957 roku otwarto Biuro Oddziału w Vantaa. W 1958 roku do Finlandii przybyli misjonarze Szkoły Gilead. W kraju rozpoczęto wtedy publiczne wyświetlanie filmu Społeczeństwo Nowego Świata w działaniu.
W latach zakazu działalności w Związku Radzieckim przez ponad 20 lat Świadkowie Jehowy z Finlandii dostarczali tam publikacje biblijne.
Kongresy międzynarodowe w Helsinkach odbyły się w latach: 1965 („Słowo prawdy”), 1973 („Boskie zwycięstwo”), 1978 („Zwycięska wiara”) i 1983 („Jedność dzięki Królestwu”).

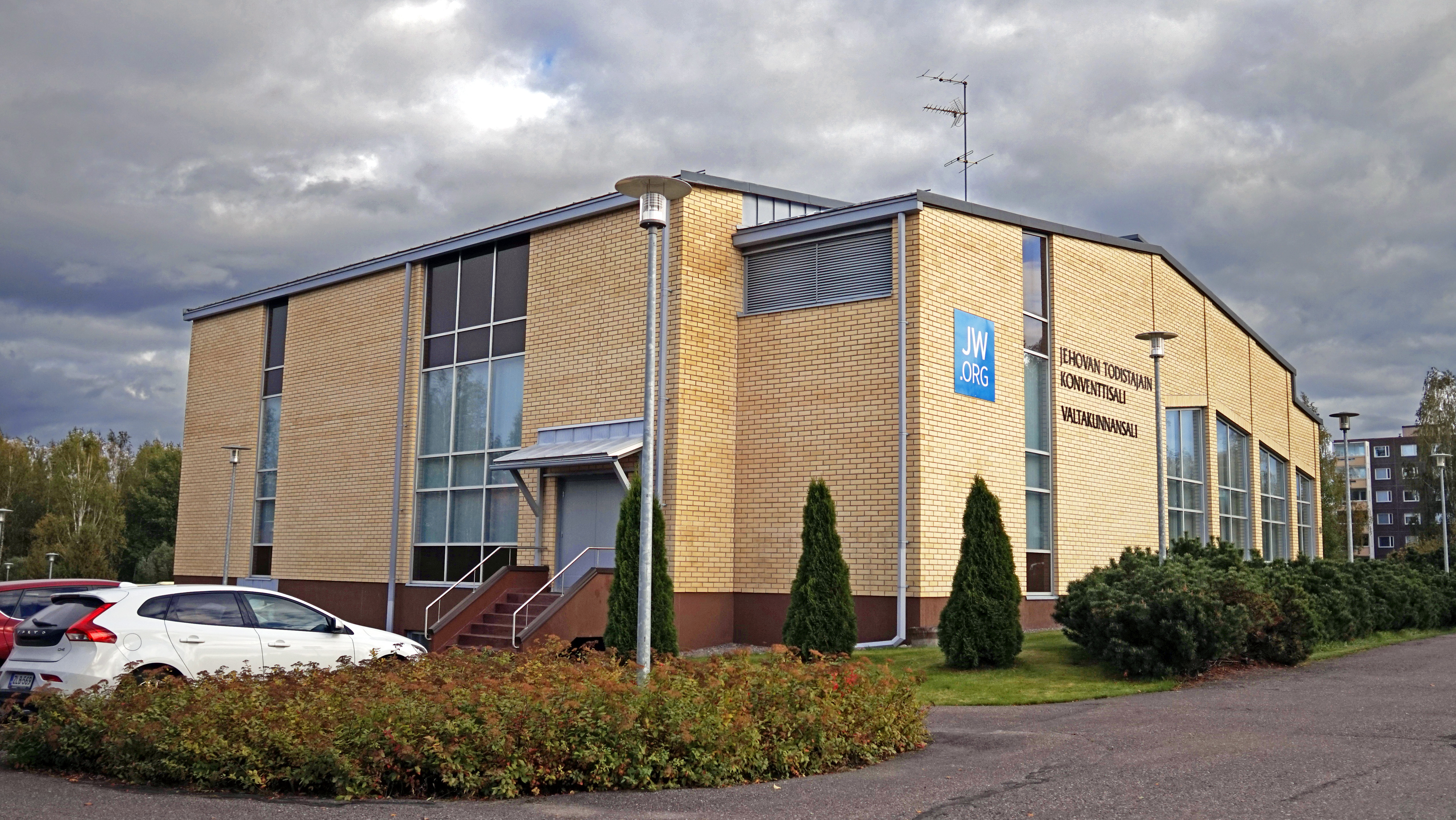
Sala Zgromadzeń w Varkaus

W 1962 roku biuro przeniesiono do nowej obecnej siedziby. W 1968 roku w kraju było ponad 100 Sal Królestwa. W roku 1970 przekroczono liczbę 10 tysięcy głosicieli. W latach 1976 i 1986 potwierdzono sądownie prawo do publicznej działalności kaznodziejskiej. Aż do 1987 roku, ze względu na odmowę pełnienia służby wojskowej głosicieli Świadków Jehowy skazywano na kary więzienia. Na początku lat 60. XX wieku wydawano wyroki 27 miesięcy więzienia. W 1987 roku weszła w życie ustawa o obowiązku odbycia służby wojskowej. Młodzi ochrzczeni mężczyźni dostawali trzy lata odroczenia lub odłożenia służby, dopóki nie zostali z niej całkowicie zwolnieni. W kwietniu 2019 roku prawo to zostało uchylone, a władze proponują młodym Świadkom Jehowy cywilną służbę zastępczą, którą ze względu na sumienie mogą, ale nie muszą przyjąć. W 1979 roku otwarto Salę Zgromadzeń w Hämeenlinna.
Gdy w latach 90. zarejestrowano działalność Świadków Jehowy w krajach byłego Związku Radzieckiego, w tym również w krajach nadbałtyckich Litwie, Łotwie i Estonii, fińskie biuro zostało przydzielone do pomocy w organizacji działalności Świadków Jehowy w tych krajach. W ramach tej pomocy wykonano m.in. projekt budowy Biura Oddziału w Rosji. Od 1992 roku około tysiąc wolontariuszy wspierało około 70 projektów budowlanych w Rosji oraz w krajach nadbałtyckich. Ponadto wielu głosicieli i pionierów pomagało w pracy kaznodziejskiej w tym regionie. W 1992 roku zorganizowano pomoc humanitarną dla współwyznawców z byłego ZSRR. 
W roku 1995 na sześciu kongresach pod hasłem „Rozradowani chwalcy Boga” ogłoszono wydanie Pisma Świętego w Przekładzie Nowego Świata w języku fińskim.

### XXI wiek
W 2000 roku w Finlandii przekroczono liczbę 20 tysięcy głosicieli. W tym samym roku Fińskie Stowarzyszenie Architektury Krajobrazu wyróżniło Salę Królestwa w Tikkurila za projekt i utrzymanie posesji. W 2002 roku w całym kraju zorganizowano dni otwarte Sal Królestwa. W roku 2004 w Helsinkach powstał pierwszy fiński zbór języka migowego.
W 2010 roku zorganizowano specjalną kampanię, dotyczącą historii wyznania w tym kraju, połączoną z dniami otwartymi miejscowego Biura Oddziału i tamtejszej drukarni.
Fińscy głosiciele licznie (do 4000 delegatów) uczestniczyli w kilku dużych zagranicznych kongresach międzynarodowych (np. w 1958 roku „Wola Boża” w Nowym Jorku, w 1961 roku „Zjednoczeni wielbiciele” w Kopenhadze, w 1992 roku „Nosiciele światła” w rosyjskim Petersburgu, w 2006 roku „Wyzwolenie jest blisko!” w Poznaniu, w 2019 roku „Miłość nigdy nie zawodzi!” w Warszawie).
5 listopada 2007 roku zaktualizowano status Jehovan todistajat -uskonnollinen yhdyskunta i ponownie zarejestrowano Świadków Jehowy w Finlandii zgodnie z nową ustawą o wolności religijnej.
W roku 2014 podjęto regularną działalność kaznodziejską w północnej Laponii. Świadkowie Jehowy głosili tam już od dziesiątków lat, jednak przyjeżdżali tylko na krótko i często ograniczali się do rozpowszechniania literatury biblijnej. Jesienią 2015 roku rozpoczęto produkcję literatury i filmów o tematyce biblijnej w języku północnolapońskim (saami). Na język ten przetłumaczono kilka filmów i traktatów oraz jedną broszurę o tematyce biblijnej. Następnie w 2016 roku i w maju 2017 roku zorganizowano dwie specjalne kampanie, by przetłumaczone materiały udostępnić Lapończykom mieszkających w małych lapońskich wioskach w odległych zakątkach regionu. Wzięło w nich udział około 200 głosicieli z Finlandii, Norwegii i Szwecji.
Od 2013 roku oddziały z krajów nadbałtyckich (Estonia, Łotwa i Litwa) oraz z Finlandii zostały połączone, a w 2016 roku także na Białorusi. Przez 83 lata czasopisma, broszury i traktaty były drukowane w 144 językach aż do czasu przeniesienia drukowania do Środkowoeuropejskiego Biura Oddziału. Fińskie Biuro Oddziału jako pierwsze rozpoczęło druk literatury biblijnej w technice czterobarwnej.

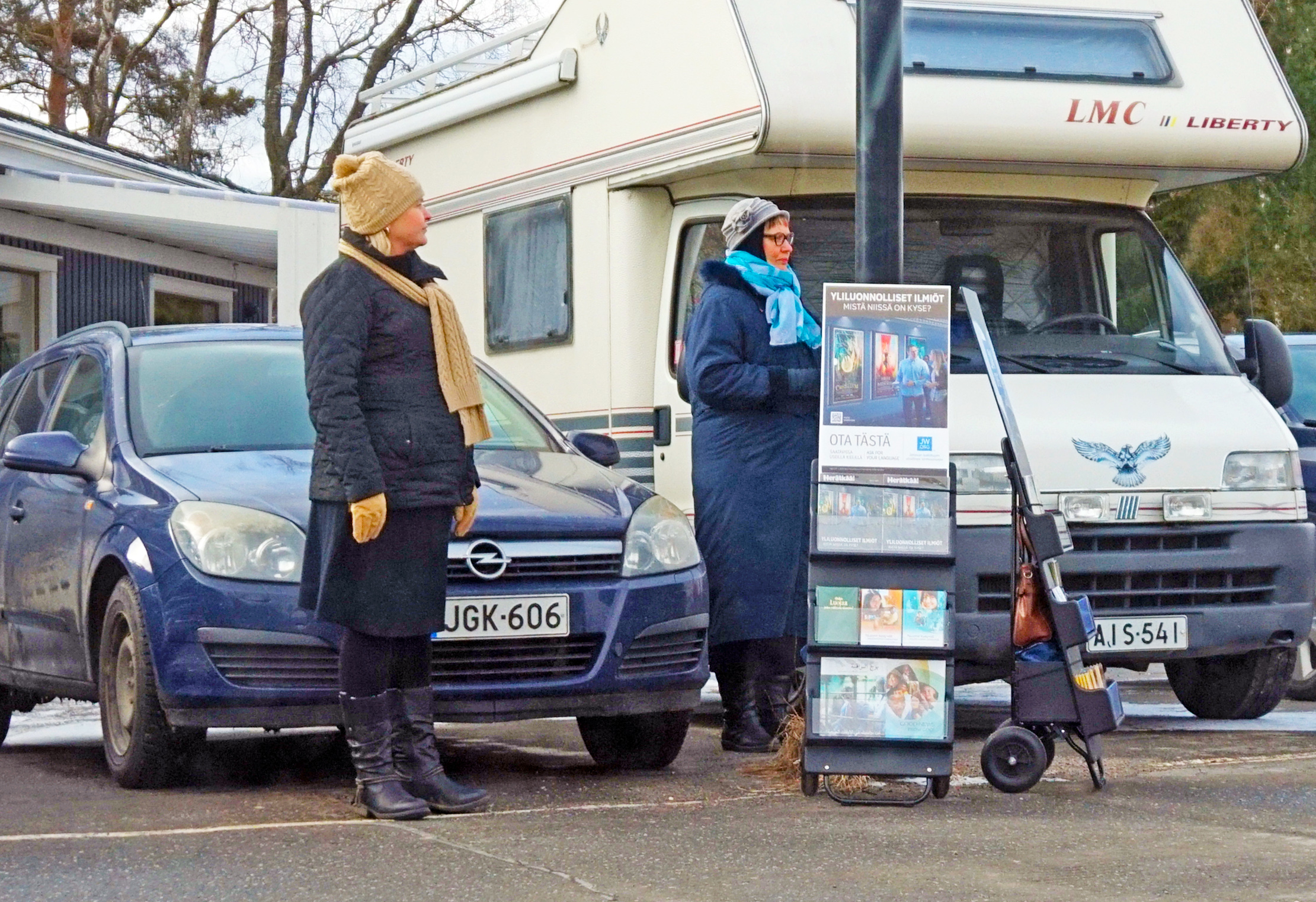
Działalność kaznodziejska z publikacjami Świadków Jehowy w Töysä

W dniach od 24 do 26 czerwca 2016 roku w Helsinkach zorganizowano kongres specjalny pod hasłem „Lojalnie trwajmy przy Jehowie!” z udziałem zagranicznych delegatów z Białorusi, Łotwy, Rosji, Stanów Zjednoczonych i Ukrainy.
W dniach od 23 do 25 czerwca 2017 roku w Helsinkach odbył się w języku rosyjskim kongres regionalny pod hasłem „Nie poddawaj się!”, w którym uczestniczyło 5137 delegatów z Rosji oraz członek Ciała Kierowniczego – Mark Sanderson, ochrzczono 33 osoby.
Delegacje z Finlandii brały udział w kongresach specjalnych, w 2012 roku („Strzeż swego serca!”) w Göteborgu, w roku 2013 („Słowo Boże jest prawdą!”) w Kopenhadze, w 2015 roku („Naśladujmy Jezusa!”) w Sztokholmie, w 2018 roku („Bądź odważny!”) w Oslo, w 2024 roku („Głośmy dobrą nowinę!”) w Pradze i Budapeszcie, a w 2019 roku w kongresach międzynarodowych „Miłość nigdy nie zawodzi!” w Argentynie, Kanadzie, Niemczech, Polsce, Południowej Afryce i Stanach Zjednoczonych.
18 sierpnia 2017 roku w Turku pionierka pełniąca wówczas publiczną działalność kaznodziejską wraz z inną kobietą padła ofiarą ataku nożownika, który atakował wyłącznie kobiety. Biuro Oddziału wraz z miejscowymi starszymi zboru otoczyło opieką rodzinę zamordowanej oraz przeprowadziło specjalne spotkanie, aby udzielić zachęt 135 Świadkom Jehowy, którzy prowadzą specjalne świadczenie publiczne na terenie wielkomiejskim obejmujące Turku.
24 listopada 2018 roku w Hämeenlinna, Anthony Morris, wówczas członek Ciała Kierowniczego Świadków Jehowy ogłosił wydanie zrewidowanej wersji Pisma Świętego w Przekładzie Nowego Świata w języku fińskim.
Z powodu pandemii COVID-19 zaplanowany na czerwiec 2020 roku kongres specjalny pod hasłem „Zawsze się radujcie!” w Helsinkach został odwołany.
W 2023 roku w Finlandii funkcjonowało 209 Sal Królestwa.
21–23 czerwca 2024 roku w Messukeskus w Helsinkach zorganizowano kongres specjalny pod hasłem „Głośmy dobrą nowinę!” z udziałem zagranicznych delegatów m.in. z Armenii, Australii, Czech, Danii, Grecji, Gruzji, Norwegii, Polski, Słowacji, Stanów Zjednoczonych, Szwecji i Wenezueli. W tym samym roku delegacje z Finlandii brały udział w kongresach specjalnych w Czechach, w Dominikanie i na Węgrzech.
Kongresy regionalne odbywają się w językach: fińskim, fińskim migowym, angielskim, chińskim, chorwackim, francuskim, perskim, rosyjskim, szwedzkim i tajskim, zgromadzenia obwodowe również dodatkowo w języku hiszpańskim i estońskim, a zebrania zborowe w 17 językach (fińskim, fińskim migowym, angielskim, arabskim, bułgarskim, chińskim, chorwackim, estońskim, francuskim, hiszpańskim, perskim, portugalskim, rosyjskim, szwedzkim, tagalskim, tajskim i tureckim). Literatura biblijna w fińskim Biurze Oddziału jest tłumaczona na osiem języków mówionych oraz cztery migowe.

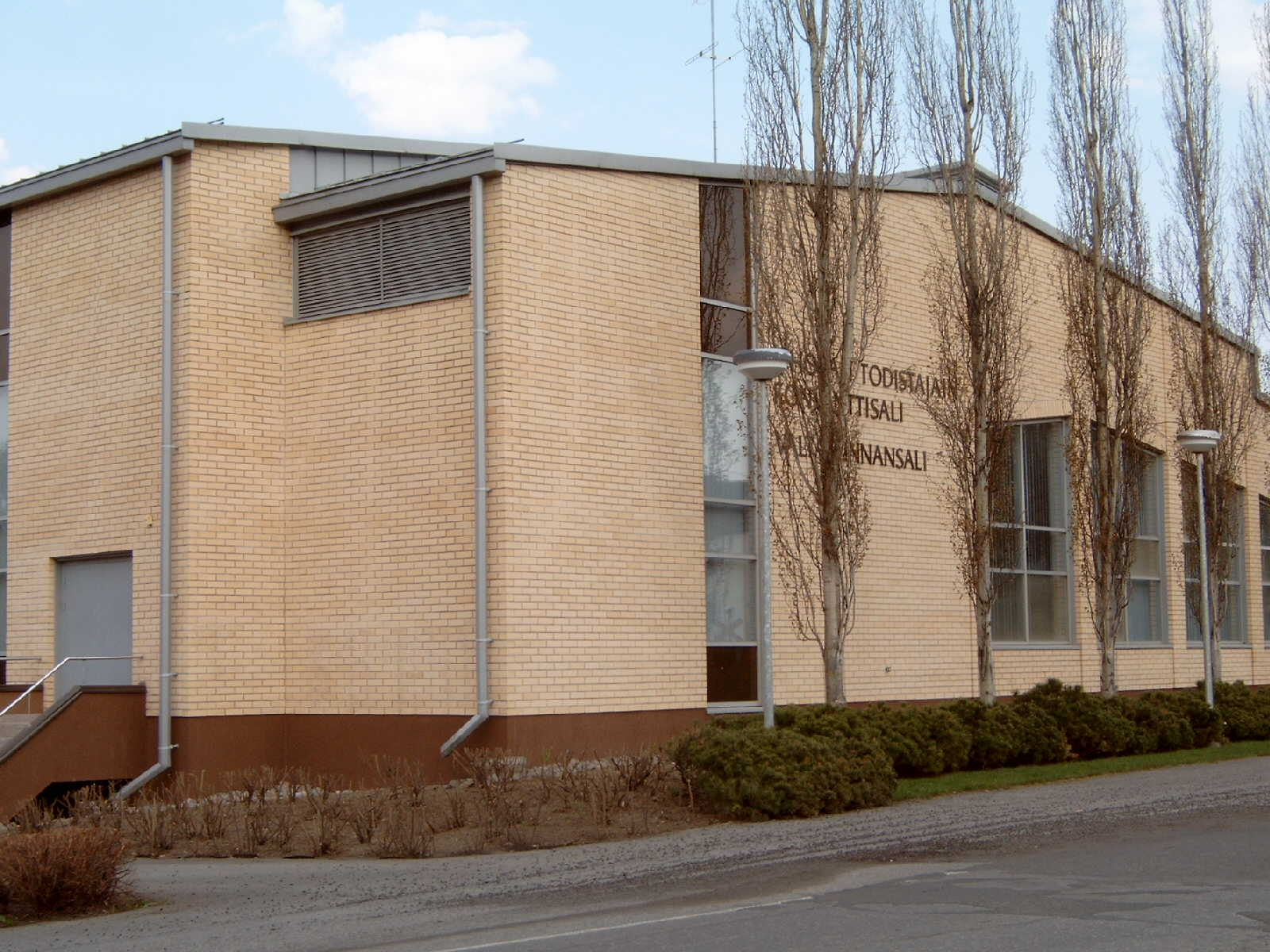
Sala Zgromadzeń w Varkaus
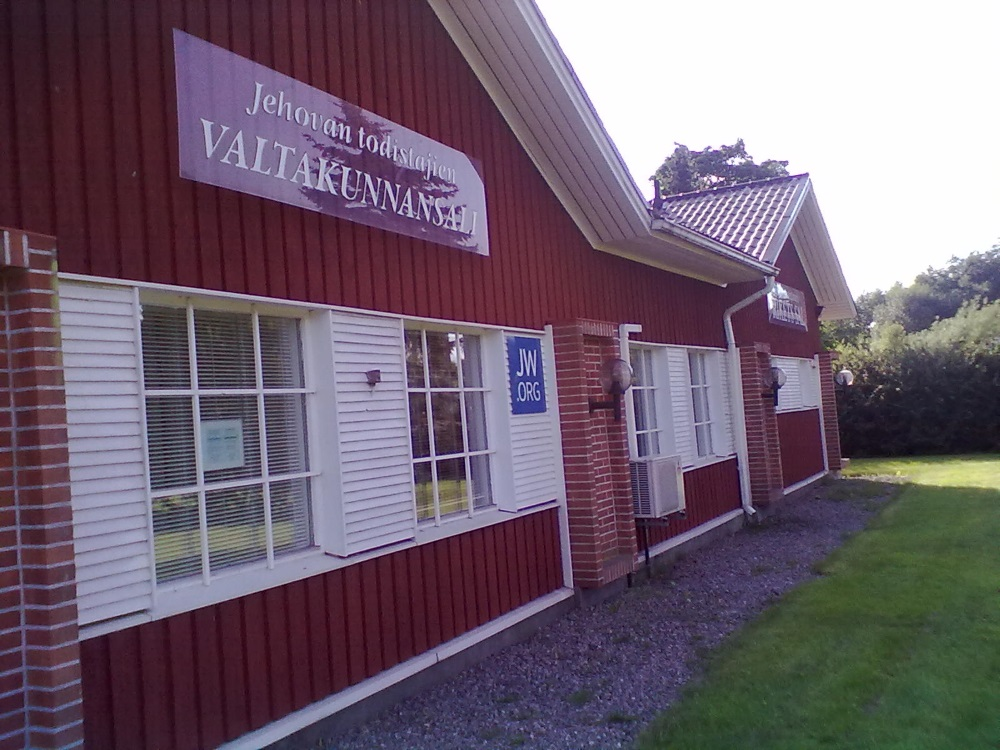
Sala Królestwa w Karis